# Крисп (апостол)
Вижте пояснителната страница за други значения на Крисп.
Крисп (на латински: Crispus) e апостол от седемдесетте, ученик на апостол Павел.
Крисп е евреин от Коринт и началник на градската синагога (Apg 18,8 EU) и чрез апостол Павел става християнин. Крисп се брои към седемдесетте ученици. Той става епископ на Егина. Крисп е почитан като Светия, неговият почетен ден е 4 октомври.